# Jovan Šljivić
Jovan Šljivić (in serbo Јован Шљивић?; Kruševac, 14 ottobre 2005) è un calciatore serbo, centrocampista della Stella Rossa.

## Carriera

### Club
È cresciuto nel settore giovanile della Stella Rossa, con cui ha debuttato il 30 luglio 2023 nell'incontro di Superliga vinto 5-0 contro il Vojvodina. Ha segnato i suo primi gol il 18 ottobre seguente realizzando una doppietta nell'incontro di Kup Srbije vinto 6-0 contro il Trayal Kruševac.

### Nazionale
Ha giocato con le nazionali giovanili serbe Under-17 ed Under-19.

## Statistiche

### Presenze e reti nei club
Statistiche aggiornate al 15 febbraio 2025.
| Stagione        | Squadra         | Campionato      | Campionato | Campionato | Coppe nazionali | Coppe nazionali | Coppe nazionali | Coppe continentali | Coppe continentali | Coppe continentali | Altre coppe | Altre coppe | Altre coppe | Totale | Totale | Totale |
| Stagione        | Squadra         | Comp            | Pres       | Reti       | Comp            | Pres            | Reti            | Comp               | Pres               | Reti               | Comp        | Pres        | Reti        | Pres   | Reti   |        |
| --------------- | --------------- | --------------- | ---------- | ---------- | --------------- | --------------- | --------------- | ------------------ | ------------------ | ------------------ | ----------- | ----------- | ----------- | ------ | ------ | ------ |
| 2022-2023       | OFK Belgrado    | 1L              | 12         | 4          | CS              | 0               | 0               | -                  | -                  | -                  | -           | -           | -           | 12     | 4      |        |
| 2023-2024       | OFK Belgrado    | 1L              | 9          | 1          | CS              | 0               | 0               | -                  | -                  | -                  | -           | -           | -           | 9      | 1      |        |
| 2023-2024       | Stella Rossa    | SL              | 18         | 1          | CS              | 4               | 2               | UCL                | 0                  | 0                  | -           | -           | -           | 22     | 3      |        |
| 2024-2025       | Stella Rossa    | SL              | 7          | 0          | CS              | 1               | 0               | UCL                | 0                  | 0                  | -           | -           | -           | 8      | 0      |        |
| Totale carriera | Totale carriera | Totale carriera | 46         | 6          |                 | 5               | 2               |                    | 0                  | 0                  |             | -           | -           | 51     | 8      |        |

## Palmarès

### Club

#### Competizioni nazionali
- Coppa di Serbia: 2

Stella Rossa: 2023-2024, 2024-2025
- Campionato serbo: 2

Stella Rossa: 2023-2024, 2024-2025